# Ministerio de Comunicaciones (Argentina, 1949)
El Ministerio de Comunicaciones de Argentina fue un departamento de la Administración Pública Nacional, dependiente del Poder Ejecutivo Nacional, con competencia primaria en comunicaciones. Estuvo activo durante nueve años, entre 1949 y 1958. Tuvo a su cargo la Empresa Nacional de Telecomunicaciones.

## Historia
Por la disposición transitoria primera de la reforma de la Constitución Nacional aprobada el 11 de marzo de 1949, se crearon varios ministerios, entre ellos, el de Comunicaciones. La ley n.º 13 529, sancionada por el Congreso en julio de 1949, estableció la competencia y funciones de los ministerios. El ministro secretario de Estado en el Departamento de Comunicaciones debía entender en «lo inherente al desarrollo, promoción, orientación y fiscalización de los sistemas de comunicaciones en el territorio de la Nación…».
La ley n.º 14 303, sancionada por el Congreso en junio de 1954, modificó la competencia de la cartera.
Durante el gobierno de Juan Domingo Perón, el primer y único titular del departamento fue Oscar Nicolini. Tras el golpe de Estado de septiembre de 1955, que inició la Revolución Libertadora, fueron ministros Luis María Ygartúa y Ángel H. Cabral.
El decreto-ley n.º 10 351, emitido el 8 de junio de 1956 por Aramburu, ordenó la unificación de los Ministerios de Comunicaciones y de Transportes en un nuevo departamento denominado «Ministerio de Comunicaciones y Transportes». Sin embargo, ambas carteras continuaron activas hasta el 1 de mayo de 1958, en el fin de la Revolución Libertadora.
A partir de 1958 el área de comunicaciones quedó a cargo de una secretaría dependiente del Ministerio de Obras y Servicios Públicos.

## Organismos dependientes
Para el año 1949 dependía del Ministerio de Comunicaciones la Dirección General de Teléfonos del Estado.
En 1956 el Poder Ejecutivo Nacional, mediante decreto n.º 310, rubricado por el presidente de facto Pedro Eugenio Aramburu, aprobó la creación de la Empresa Nacional de Telecomunicaciones.